# Raymond (França)
Raymond é uma comuna francesa na região administrativa do Centro, no departamento Cher. Estende-se por uma área de 9 km². Em 2010 a comuna tinha 191 habitantes (densidade: 21,2 hab./km²).